# Hadena brunneago
Hadena brunneago là một loài bướm đêm trong họ Noctuidae.